# Сіле-Вашт
Сіле-Вашт (перс. شيله وشت) — село в Ірані, у дегестані Кухестані-є-Талеш, в Центральному бахші, шагрестані Талеш остану Ґілян. За даними перепису 2006 року, його населення становило 364 особи, що проживали у складі 81 сім'ї.

## Клімат
Середня річна температура становить 11,81°C, середня максимальна – 26,52°C, а середня мінімальна – -3,31°C. Середня річна кількість опадів – 511 мм.
| Клімат поселення                              | Клімат поселення | Клімат поселення | Клімат поселення | Клімат поселення | Клімат поселення | Клімат поселення | Клімат поселення | Клімат поселення | Клімат поселення | Клімат поселення | Клімат поселення | Клімат поселення | Клімат поселення |
| Показник                                      | Січ.             | Лют.             | Бер.             | Квіт.            | Трав.            | Черв.            | Лип.             | Серп.            | Вер.             | Жовт.            | Лист.            | Груд.            |                  |
| Середній максимум, °C                         | 9,04             | 8,19             | 10,36            | 14,87            | 20,05            | 24,67            | 26,52            | 26,12            | 21,69            | 18,23            | 12,73            | 9,16             |                  |
| Середня температура, °C                       | 3,29             | 2,45             | 4,61             | 9,14             | 14,31            | 18,92            | 22,28            | 21,88            | 17,44            | 13,98            | 8,48             | 4,92             |                  |
| Середній мінімум, °C                          | −2,45            | −3,31            | −1,14            | 3,40             | 8,57             | 13,17            | 18,03            | 17,64            | 13,20            | 9,74             | 4,25             | 0,67             |                  |
| Норма опадів, мм                              | 42               | 39               | 56               | 55               | 46               | 24               | 12               | 20               | 43               | 68               | 52               | 54               |                  |
| Середньомісячна швидкість вітру, м/с          | 2.17             | 2.46             | 2.48             | 2.57             | 2.22             | 2.18             | 2.49             | 2.31             | 1.95             | 2.04             | 2.03             | 2.02             |                  |
| Середньомісячна сонячна радіація, кДж/м²·день | 7102             | 9526             | 11704            | 16020            | 19810            | 22581            | 23548            | 20000            | 16591            | 11520            | 8691             | 6740             |                  |
| --------------------------------------------- | ---------------- | ---------------- | ---------------- | ---------------- | ---------------- | ---------------- | ---------------- | ---------------- | ---------------- | ---------------- | ---------------- | ---------------- | ---------------- |
| Джерело:                                      |                  |                  |                  |                  |                  |                  |                  |                  |                  |                  |                  |                  |                  |